# Carrozzeria Touring

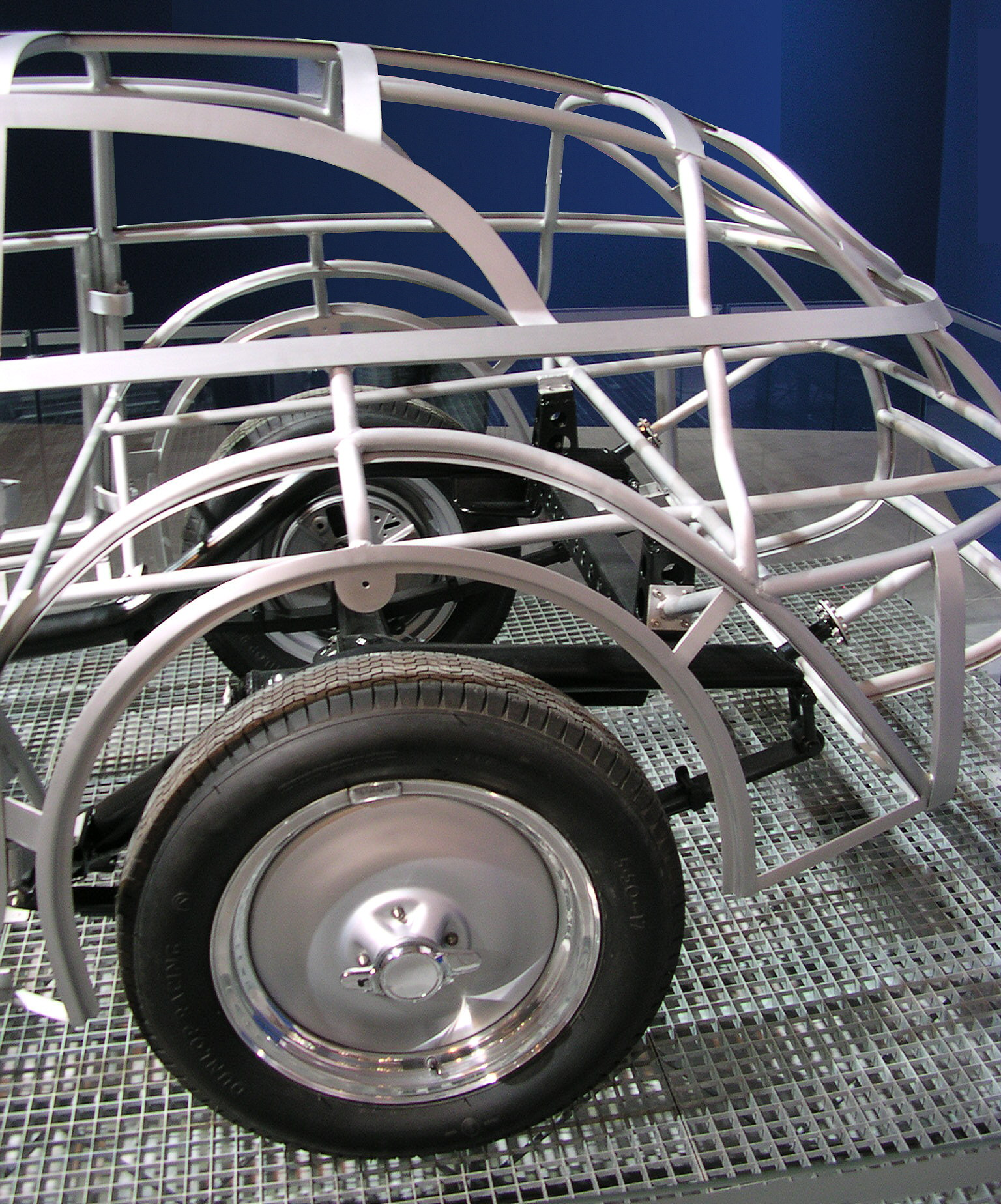
Chassis mit „Superleggera“-Karosserieskelett (Nachbau)

Die Carrozzeria Touring war ein italienischer Karosseriehersteller. Das Unternehmen wurde 1926 von Felice Bianchi Anderloni (* 28. April 1882 in Mailand; † 3. April 1948 ebenda) in Mailand gegründet. Partner in der Geschäftsführung war sein Freund Gaetano Ponzoni. Beide hatten Rechtswissenschaft studiert.

## Unternehmensgeschichte
Anderloni war ein begabter Automobildesigner. Einen Namen machte sich Touring durch die patentierte Konstruktion Superleggera (italienisch für „superleicht“) für den Karosseriebau. Ähnlich wie bei Flugzeugen war die Grundstruktur der Karosserie ein  leichtes dreidimensionales Gestänge aus Profilen unterschiedlicher Form und Stärke. Als Material wurden Aluminium, Magnesium und deren Legierungen oder Stahl verwendet. Die Karosseriebleche aus Aluminium wurden mit diesem Rahmen verbunden und verstärkten die Gesamtkonstruktion. Diese Bauart vereinfachte den Bau von Prototypen und Kleinserien im Vergleich zu den damals üblichen Eschenholzrahmen. Außer der Gewichtsersparnis war ein zweites Ziel die Reduzierung des Luftwiderstands; als eines der ersten Unternehmen experimentierte Touring mit Windkanälen. Beides hat sich erst viel später im allgemeinen Automobilbau durchgesetzt. „Gewicht ist der Feind, aerodynamischer Widerstand die Hürde“, lautet ein Zitat Anderlonis.
Allerdings hatten die Wagen ihren Preis. Berühmte Fahrzeuge der Vorkriegszeit wurden vor allem auf Fahrgestellen von Alfa Romeo 6C und Alfa Romeo 8C hergestellt. Auch ein BMW 328 wurde von Touring für die Mille Miglia gebaut, der zudem 1940 mit Huschke von Hanstein und Walter Bäumer als Erster durchs Ziel ging und bis heute mit einer Durchschnittsgeschwindigkeit von 166,7 km/h Rundenrekordhalter ist. Viele Elemente des Designs des BMW 328 Mille Miglia fanden sich einige Jahre später im Jaguar XK 120 wieder.
Nach dem Tod von Anderloni 1948 übernahm sein Sohn, Carlo Felice Bianchi Anderloni, die Geschäftsführung. Er wurde weiterhin begleitet durch Gaetano Ponzoni. Die fünfziger Jahre waren eine technische Blütezeit des Unternehmens. Das Design der Touring-Fahrzeuge war für viele Automobilhersteller wegweisend.
Anfang der 1960er Jahre erwartete man einen Großauftrag der Rootes-Gruppe und baute eine neue Fabrik in Nova Milanese. Dieser Auftrag wurde storniert, was zu wirtschaftlichen Schwierigkeiten führte. Ende 1966 musste die Carrozzeria Touring die Tore für immer schließen. Die schon damals exklusiven Fahrzeuge erzielen heute als gepflegte Oldtimer oft Spitzenpreise bei Versteigerungen. Die Carrozzeria Marazzi, seit längerem bereits als Subunternehmer für Touring tätig, übernahm einen Teil der Ausrüstung und führte einige Projekte fort.
2006 ließ die niederländische Zeta Europe BV Group die Namen Touring und Superleggera wieder aufleben. Sie gründete in Terrazzano di Rho die Carrozzeria Touring Superleggera, die seitdem als Designstudio und Hersteller von Prototypen und Kleinstserienfahrzeugen tätig ist. Eine rechtliche Verbindung zwischen Touring und Touring Superleggera besteht nicht. Über die Nutzung der Begriffe Touring und Superleggera durch die Zeta Europe BV kam es 2008 in Frankfurt am Main zu einem Rechtsstreit mit der ein Jahr vorher gegründeten und im Schweizerischen Küsnacht ansässigen Touring Superleggera Markenverwaltungsgesellschaft AG, die die Markenrechte für sich beanspruchte. Zum Ausgang des Rechtsstreits ist nichts bekannt. 2010 wurde die Markenverwertungsgesellschaft wegen Insolvenz aufgelöst.

## Touring-Fahrzeuge

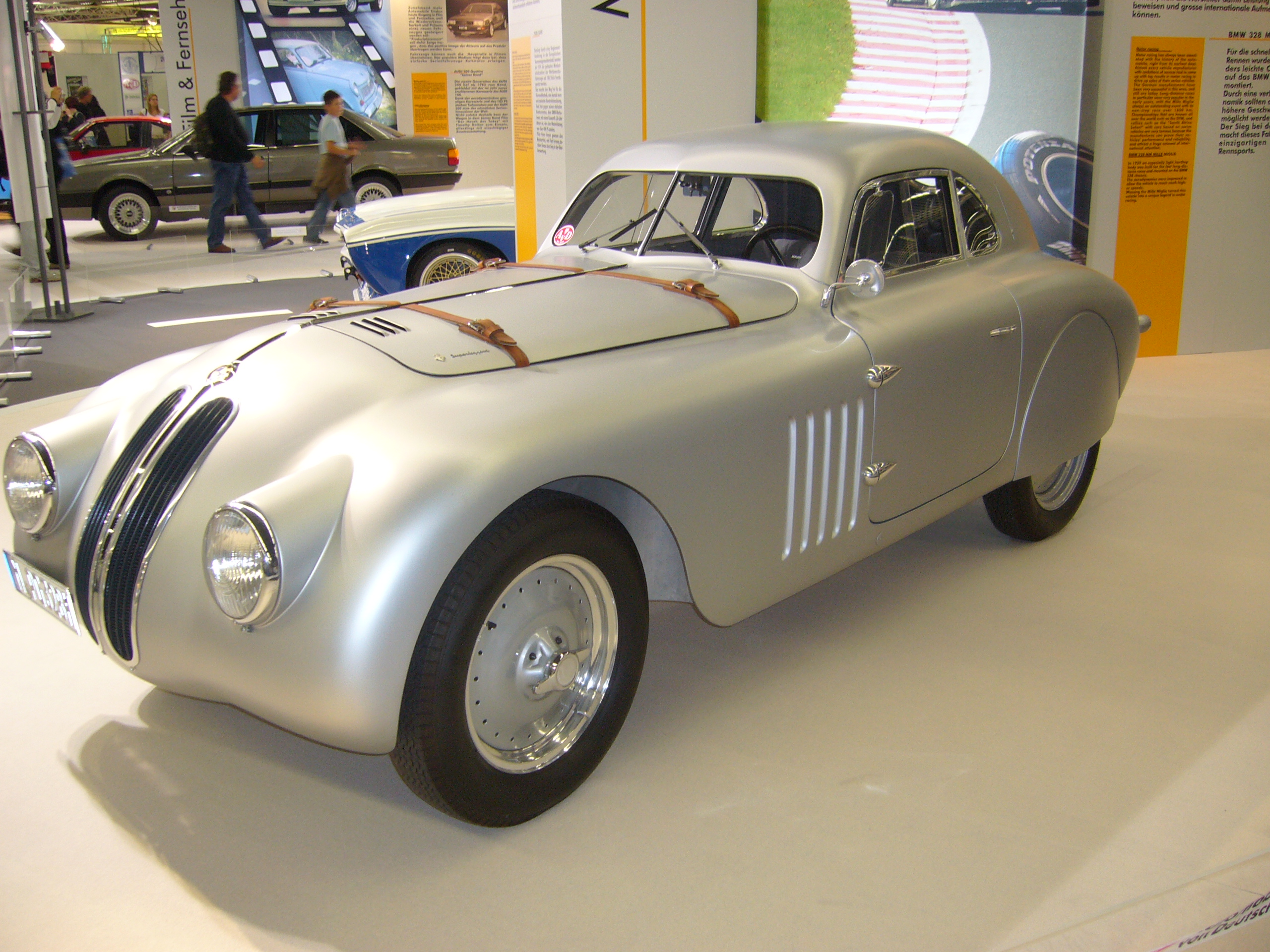
BMW 328 Touring Coupé („Mille Miglia“)

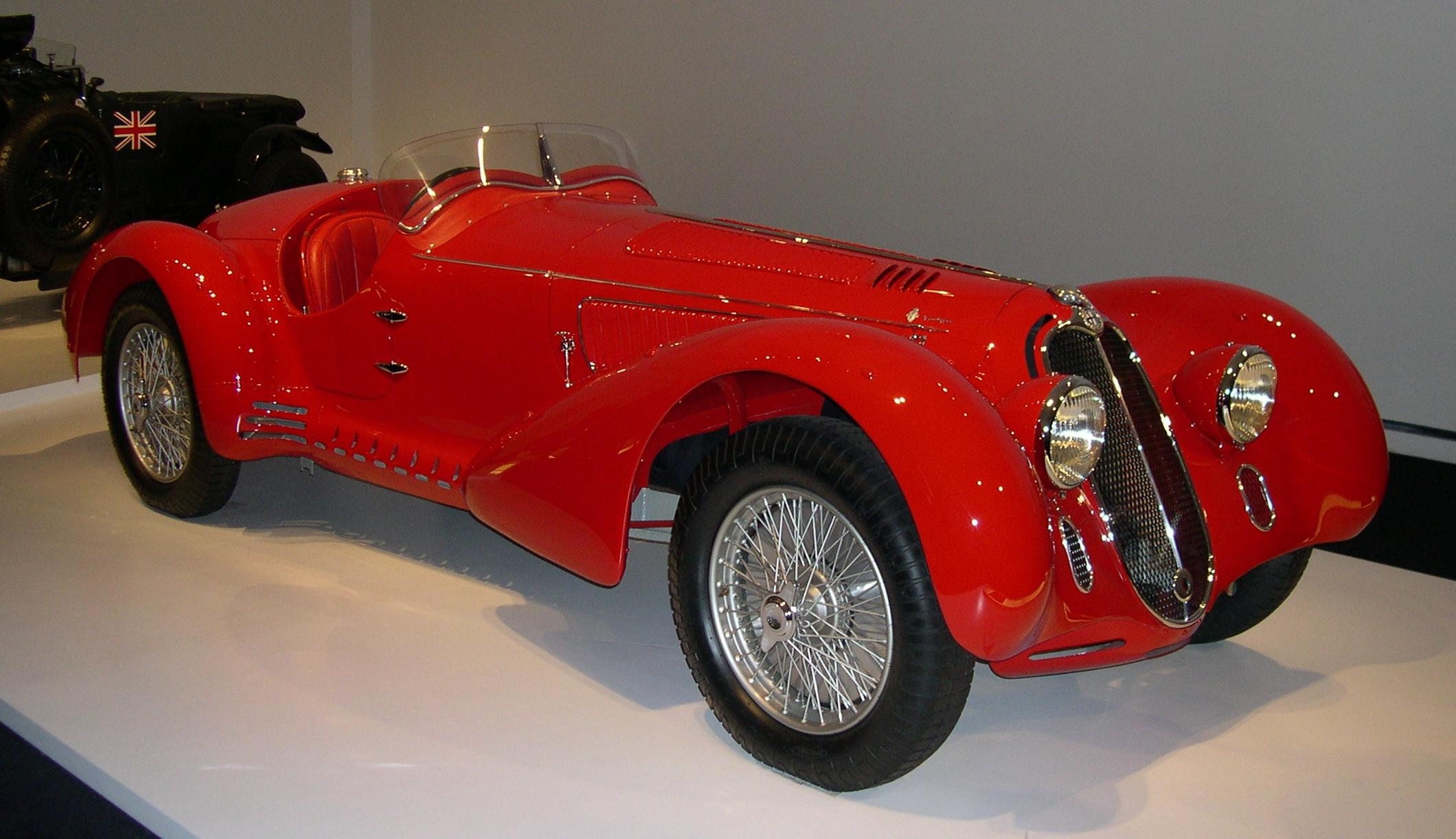
Alfa Romeo 8C 2900 Mille Miglia

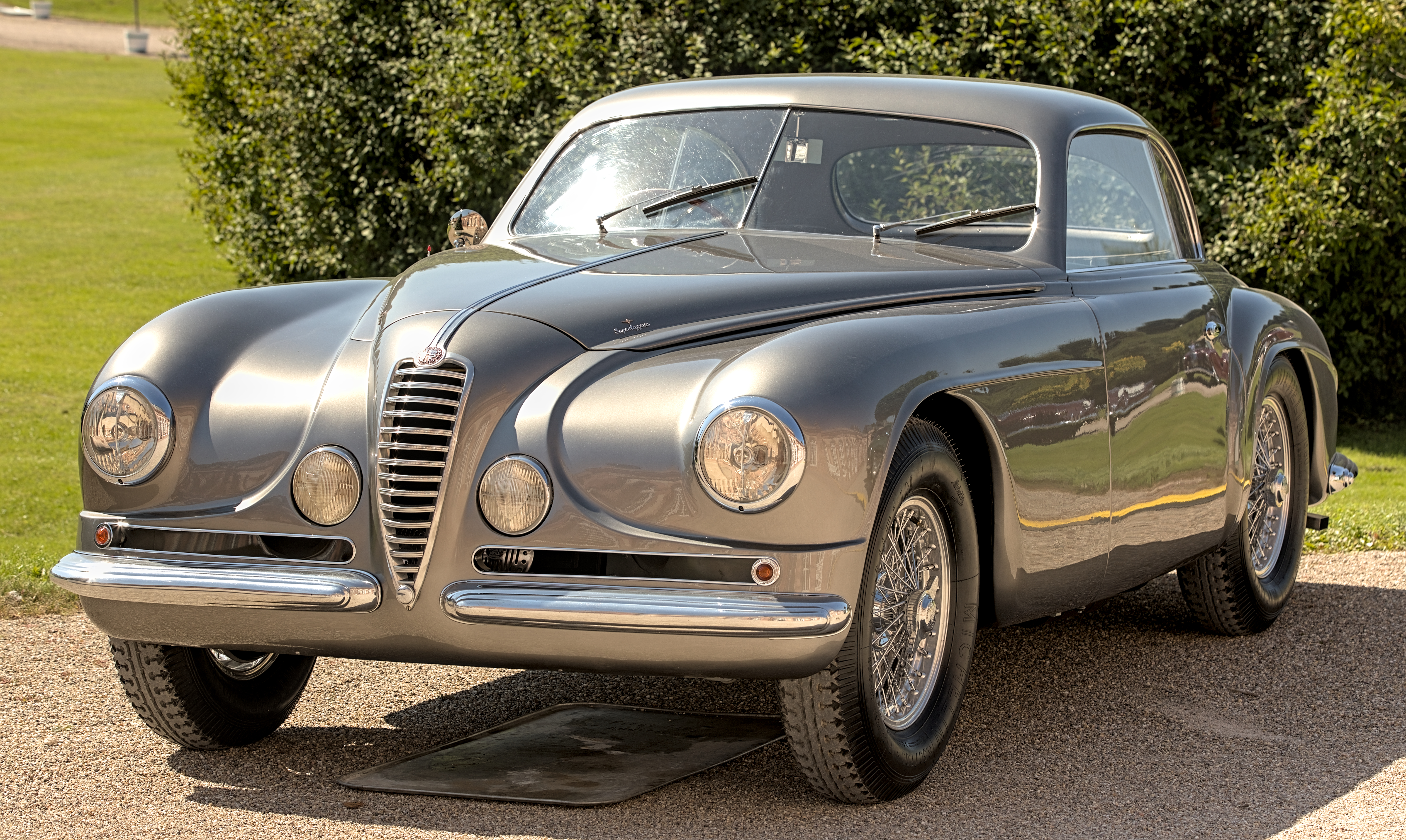
Alfa Romeo 6C 2500 by Touring

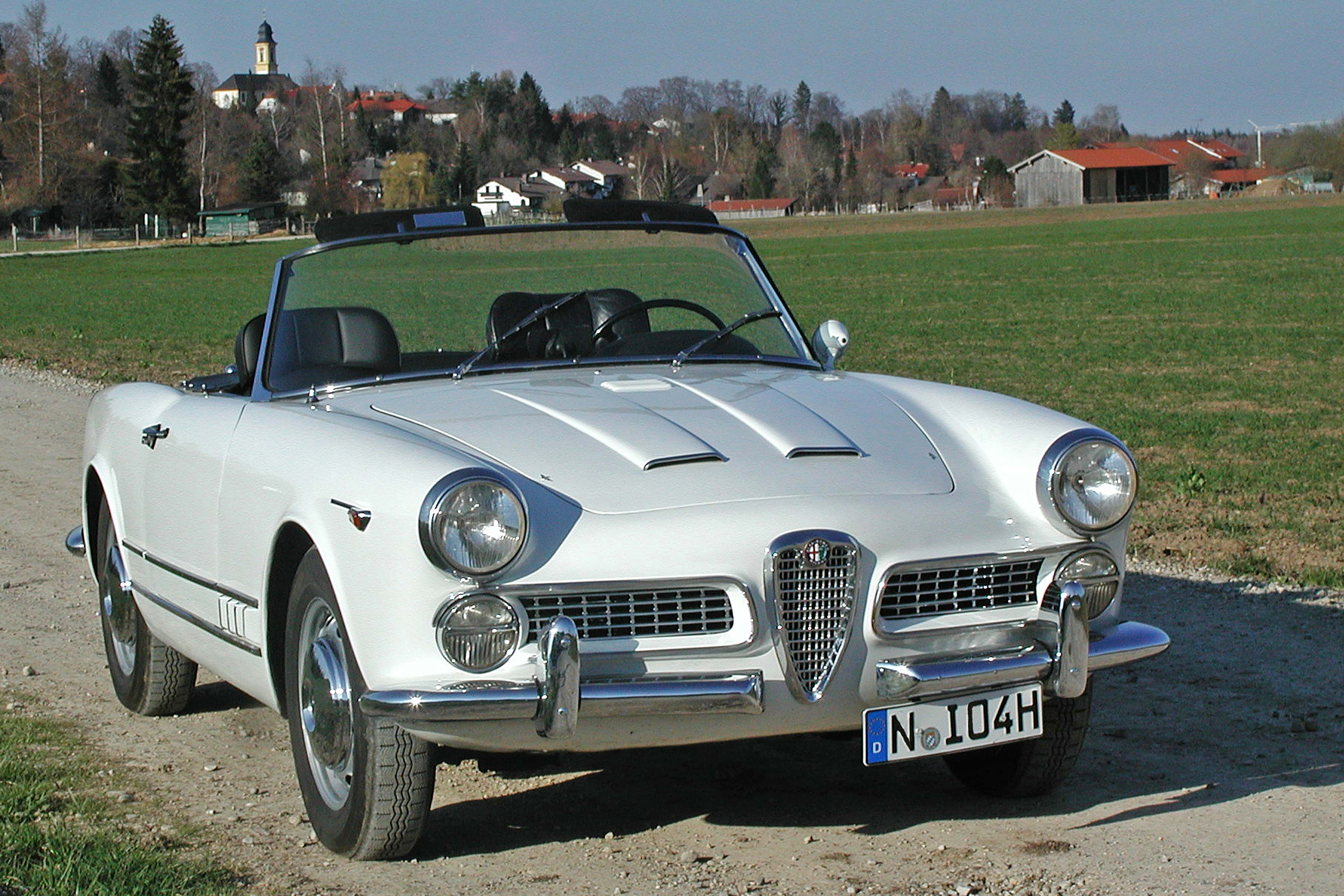
Alfa Romeo 2000 Touring Spider, Baujahr 1959

Die Karosserien folgender Fahrzeuge wurden von Anderloni entworfen, teilweise wurden sie auch bei Touring gebaut:
- Alfa Romeo 6C 1500 - 2500
- Alfa Romeo 8C 2300 - 2900
- Alfa Romeo Villa d’Este
- Alfa Romeo 1900 Super Sprint
- Alfa Romeo 2000 und 2600 Spider
- Alfa Romeo Giulia Sprint GTC
- Alfa Romeo Disco Volante
- Aston Martin DB4
- Aston Martin DB5
- Bentley Continental Flying Star
- BMW 328 Mille Miglia
- Bristol 401, 402 und 403
- Ferrari 166 Inter Coupe
- Ferrari 195 Inter Coupe
- Ferrari 195 Sport Touring Berlinetta Le Mans
- Ferrari 212 Inter Coupe
- Ferrari 340MM Spider
- Ferrari 360 Barchetta
- Ferrari 625LM Spider Touring
- Fiat 1200 Spider
- Hudson Italia
- Jensen Interceptor
- Lamborghini 350 GT
- Lamborghini 400 GT
- Lancia Flaminia GT, GTL und GTC
- Lancia Flavia Convertibile
- Maserati 3500 GT
- Maserati 5000 GT
- Pegaso Z 102
- Sunbeam Venezia